# Мирибель-лез-Эшель
Мирибель-лез-Эшель (фр. Miribel-les-Échelles) — коммуна во Франции, находится в регионе Рона — Альпы. Департамент коммуны — Изер. Входит в состав кантона Шартрёз-Гье. Округ коммуны — Гренобль.
Код INSEE коммуны — 38236. Население коммуны на 1999 год составляло 1708 человек. Населённый пункт находится на высоте от до метров над уровнем моря. Муниципалитет расположен на расстоянии около 460 км юго-восточнее Парижа, 80 км юго-восточнее Лиона, 27 км севернее Гренобля. Мэр коммуны — Maurice Allegret-Cadet, мандат действует на протяжении 2001—2008 гг.
Динамика населения (INSEE):